# South Palm Beach
South Palm Beach – miasto w Stanach Zjednoczonych, w stanie Floryda, w hrabstwie Palm Beach.